# Morkinskij rajon
Il Morkinskij rajon (in russo Моркинский район?) è un rajon della Repubblica dei Mari, nella Russia europea, istituito nel 1924. Il capoluogo è Morki. Il rajon ricopre una superficie di 2 270,08 chilometri quadrati ed ospitava nel 2023 una popolazione di 26 138 abitanti.